# Kriminalstatistik

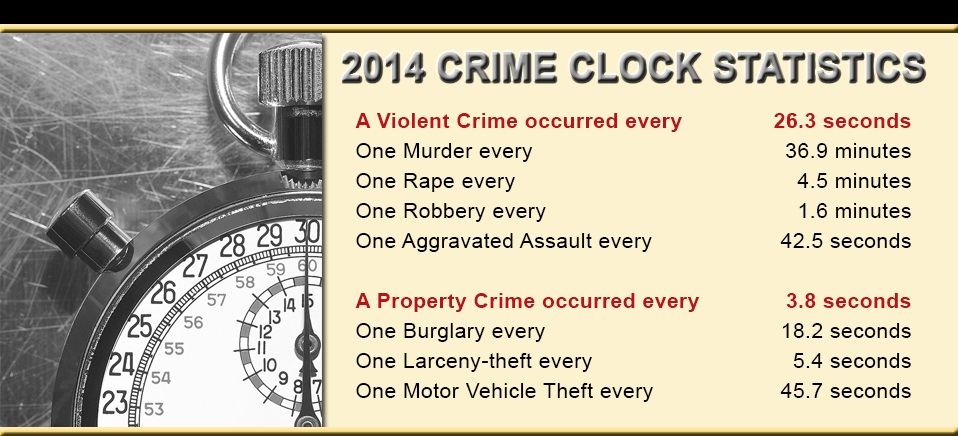
Sog. crime-clock: Auftreten von nationalen Deliktsgruppen in den Vereinigten Staaten, heruntergerechnet auf Durchschnittswerte pro Deliktsgruppe und Zeitspanne (Stand 2014)

Kriminalstatistiken sind amtliche kriminologische Statistiken, die strafbares und rechtswidriges Verhalten quantitativ erfassen und regional, z. B. auf Bundesländer oder auf ein Staatsgebilde, begrenzt sind.
Kriminalstatistiken geben Aufschluss über Täter (und spezifische Gruppierungen), Opfer, Fälle, Ermittlungsverfahren, Strafverfahren, Schäden, strafrechtliche Folgen und Kriminalgeographie mit Aufschlüsselung der Zeiträume.
Im engeren Sinne sind dies in Deutschland:
- die Polizeiliche Kriminalstatistik (PKS)
- die staatsanwaltschaftliche Erledigungsstatistik
- die Strafverfolgungsstatistik
- die Strafvollzugsstatistik

Kriminalstatistiken im weiteren Sinne sind die statistischen Materialien der Bewährungs- und Jugendhilfe, aber auch das Bundeszentralregister (BZR) beim Generalbundesanwalt. Aus dem BZR ist es möglich, eine Rückfallstatistik zu entwickeln. Bisher sind 1989 und 1990 Rückfallstatistiken erschienen. Für die Daten aus 1994 ist Anfang 2004 eine Rückfallstatistik erschienen.
Bis auf die PKS handelt es sich ausschließlich um Justizstatistiken. Kriminalstatistiken sollen einen Überblick über die Lage der Kriminalität in einem Land, einer Region oder einer Stadt sowie deren Entwicklung im Laufe der Zeit darstellen. Dabei können die Kriminalitätsstatistiken nur begrenzt zur Diagnose oder zur Prognose verwendet werden, denn die Zahlen zeigen lediglich die polizei- und justizbekannten Taten (so genanntes Hellfeld).

## Geschichte
Erste justizstatistische Auswertungen wurden unter Ludwig XIV. von Frankreich unternommen. Eine systematische Auswertung ist ab dem Beginn des 19. Jahrhunderts nachgewiesen. Einer wissenschaftlichen Analyse wurden diese sog. Moralstatistiken erstmals 1836 durch Adolphe Quetelet unterzogen. Auch in Großbritannien, Österreich und Dänemark wurden im frühen 19. Jahrhundert Kriminalstatistiken veröffentlicht.
In deutschen Landen wurden erstmals 1803 bzw. 1809 statistische Erhebungen zu Justizverwaltungszwecken in Bayern und Baden vorgenommen. Ab 1830 wurden sowohl in Preußen als auch in Bayern persönliche Merkmale von Straftätern erhoben.
Seit 1882 gab es in Deutschland eine einheitliche Kriminalstatistik, die abgeurteilte Personen und abgeurteilte strafbare Handlungen erfasste. Ab 1917 wurden jedoch nur noch die Personen gezählt. In den Zeiten des NS-Regimes war geplant, eine vereinheitlichte Kriminalstatistik einzuführen. Das Vorhaben konnte jedoch wegen des Kriegsausbruchs nicht umgesetzt werden. Seit 1950 gab es für das damalige Bundesgebiet die erste Strafverfolgungsstatistik. 1953 wurde die bundeseinheitliche Polizeiliche Kriminalstatistik etabliert. 1961 kam die Strafvollzugsstatistik hinzu und 1963 die Statistik über die Bewährungshilfe und die Führungsaufsicht. Von 1976 an wurde eine staatsanwaltschaftliche Erledigungsstatistik geführt.
Auf internationaler Ebene ist seit 2015 die Internationale Klassifikation von Kriminalität für statistische Zwecke (ICCS) der Statistischen Kommission der Vereinten Nationen und der Kommission für Verbrechensverhütung und Strafrechtspflege (CCPCJ) als internationaler statistischer Standard für die Datenerhebung anerkannt.

## Interpretation
Die Vergleichbarkeit unter den Kriminalstatistiken ist umstritten. Gerade weil die polizeiliche Kriminalstatistik anders strukturiert ist, wird eine Vergleichbarkeit verneint. Schließlich ist der Erfassungszeitraum ein anderer als bei den übrigen Statistiken. Die erfassenden Stellen sind ebenfalls unterschiedlich. So erfasst die polizeiliche Kriminalstatistik zunächst nur die angezeigten Delikte, ist also ein Arbeitsnachweis der Polizei. Darüber ob  Anzeigen zu Verurteilungen führen, sagt sie nichts aus. Für Sebastian Fiedler, SPD-Innenausschuss sind die Zahlen mit Vorsicht zu genießen, es sei die am meisten fehlinterpretierte Statistik überhaupt.
Größte Schwäche der Statistiken ist ihre rein quantitative Ausrichtung, die wenig Anhaltspunkte über die Tatschwere ergibt. Es werden die Delikte nur nach bestimmten Kategorien – zum Beispiel Diebstahl, Raub und Körperverletzung – erfasst. Zudem ist die Zahl der polizeilich bearbeiteten Straftaten von der Zahl der Strafverfahren zu unterscheiden, die bei der Staatsanwaltschaft weiter verfolgt werden.
In einem im Juni 2014 veröffentlichten Interview hat der Chef der Deutschen Polizeigewerkschaft (DPolG), Rainer Wendt, den Aussagewert von Kriminalstatistiken mit den Worten relativiert: „Wir wissen natürlich, dass die Kriminalitätsstatistik eigentlich so nicht heißen dürfte. Ich würde sie »Arbeitsnachweis Polizei« nennen, denn sie bildet nicht die tatsächliche Kriminalität ab, sondern lediglich die Zahl der Anzeigen in den verschiedenen Deliktsbereichen, die die Polizei bearbeitet hat, mehr nicht. Das, was die Menschen als Kriminalität oder auch als teilweise massive Ordnungsstörungen vor Ort erleben, ist etwas völlig anderes.“